# 3227 Hasegawa
A 3227 Hasegawa (ideiglenes jelöléssel 1928 DF) a Naprendszer kisbolygóövében található aszteroida. Karl Wilhelm Reinmuth fedezte fel 1928. február 24-én.